# Cerocala autumnalis
Cerocala autumnalis är en fjärilsart som beskrevs av Turati 1926. Cerocala autumnalis ingår i släktet Cerocala och familjen nattflyn. Inga underarter finns listade i Catalogue of Life.